# بیانکا داگوستینو
بیانکا داگوستینو (انگلیسی: Bianca D'Agostino؛ زادهٔ ۱۱ ژانویهٔ ۱۹۸۹) بازیکن فوتبال اهل ایالات متحده آمریکا است.
از باشگاه‌هایی که در آن بازی کرده‌است می‌توان به بوستون بریکرز، باشگاه فوتبال فیلادلفیا ایندپندنس، و آتلانتا بیت اشاره کرد.
وی همچنین در تیم‌های ملی فوتبال United States women's national under-17 soccer team, United States women's national under-20 soccer team، و زیر ۲۳ سال زنان ایالات متحده آمریکا بازی کرده‌است.